# Get Rich or Die Tryin'
Get Rich or Die Tryin és una pel·lícula dramàtica dirigida per Jim Sheridan, que fou estrenada als cinemes el 9 de novembre de 2005. 50 Cent, explica la seva vida adoptant un sobrenom (Marcus). Com en el cas de 8 mile, en el que el raper Eminem explica la seva vida, Tupac: Resurrection, en la que Tupac Shakur explica la seva o The Notorious B.I.G.

## Argument
En Marcus (50 Cent) després de rebre 9 trets comença a recordar la seva vida. La mare d'en Marcus, Katrina (Serena Reeder) és traficant de crack. Katrina va ser cremada a casa seva pel seu cap, Majestic (Adewale Akinnuoye-Agbaje) quan en Marcus tenia 8 anys. En Marcus va quedar-se orfe i va haver d'anar a viure amb els seus avis (Sullivan Walker i Viola Davis). Va començar a ficar-se en el món del crack amb l'ajuda de l'antic cap de la seva mare, Majestic. Comença a traficar i a guanyar respecte en els carrers de New York. Amb els diners guanyats venent droga, en Marcus es compra un Mercedes-S500. Un dia, en Marcus es retroba amb una amiga de la infància, Charlene (Joy Bryant) de la qual s'enamora bojament. Marcus fou arrestat per a portar drogues a l'escola. Passades 3 setmanes, la policia entra i registra la seva casa i troba heroïna, crack i una pistola(que havia sigut amagat a casa seva per un amic seu). Marcus és empresonat i en la presó. La seva sentència oscil·lava entre els 3-9 anys però fou retallada a 6 mesos. Un cop entra a la presó, hi ha una forta baralla a les dutxes. En aquell moment és quan en Marcus coneix a un bon amic, en Bama (terrence Howard) amb el qual començarà la seva carrera com a raper. Quan surt de la presó, deixa el món del tràfic de drogues i també la seva banda. Llavors és quan neix el seu fill, Antwan. El nom d'Antwan procedeix d'un bon amic d'en Marcus, Antwan (Ashley Walters). En Majestic va a visitar al fill d'en Marcus a l'hospital, ja que acabava de néixer. En Majestic adverteix a la Charlene (mare d'en Antwan (fill d'en Marcus)) que val més que en Marcus es disculpi d'ell. En Marcus s'enfada moltíssim amb en Majestic i en comptes de disculpar-se, escriu una cançó. Aquesta cançó comporta molta pol·lèmica fins que en Marcus rep 9 trets per un antic company seu, en Justice. En el moment en què en Marcus està estirat a terra, gairebé inconscient, el seu amic està a punt de matar-lo fins que apareix l'àvia d'en Marcus i en Justice falla el tret i dispara a en Marcus a la boca, deixant-lo totalment inconscient. Ingressa a l'hospital ón després d'una dura recuperació, comença a vendre maquetes pels barris de Nova York. Guanya tanta fama que vol donar un concert a la sala Pelham, abans de sortir a cantar en Marcus té una forta baralla amb en Majestic i en Bama acaba pegant-li un tret fins a matar-lo. La pel·lícula acaba amb el concert d'en Marcus a la sala Pelham.